# Francisco Ayala (insurgente)
Francisco Ayala (San José Mapachtlan , hoy ciudad Ayala, Morelos , 1760-Yautepec, junio de 1812) fue un capitán de la policía rural de Nueva España que decidió unirse  al bando insurgente durante la guerra de la independencia de México, debido a que su esposa fue asesinada por las milicias realistas.

## Capitán de la Acordada
Fue capitán del Tribunal de La Acordada, colaboró de esta forma para eliminar a los ladrones en el valle de Cuautla. Cuando Miguel Hidalgo y Costilla inició la revolución mediante el grito de Dolores, el comandante Joaquín Garcilazo intentó en repetidas ocasiones obligar a Francisco Ayala a unirse a las filas de las tropas realistas, sin embargo Ayala se negó prefiriendo quedarse en la hacienda de Mapachtlan con su familia. La renuencia mostrada lo hizo sospechoso ante las autoridades novohispanas.

## Muerte de su esposa
De forma paralela, el comandante realista Moreno había acribillado al insurgente J. Toledano, entre sus pertenencias se encontraban cartas escritas por el insurgente Ignacio Ayala, a quien José María Morelos le había encargado el mando de  El Veladero. De esta forma, Moreno confundió a Francisco Ayala con el insurgente y ordenó su captura. A las 2:00 p. m. del 16 de mayo de 1811 las tropas realistas se presentaron en la casa de Ayala, cuando comía con su familia. Informado el comandante Moreno de la presencia del sospechoso, ordenó a dos de sus soldados quemar la casa y disparar sobre ella. Las balas perforaron con facilidad las paredes e hirieron mortalmente a su esposa Justa Zapata (tía bisabuela de Emiliano Zapata) y su hijo José Mónico.
Ante esta situación Ayala disparó sus armas matando al soldado Piñaga y haciendo huir a su compañero, acto seguido, montó su caballo para alejarse de la casa y refugiarse en Anenecuilco. Por su parte, el resto de las tropas realistas prendió fuego a la choza en donde aún yacía su esposa moribunda con su hijo José Mónico entre los brazos. Al ser descubierto el paradero de Ayala, Moreno persiguió y sitió a Ayala, quien para entonces se había atrincherado con sus dos hijos mayores y una docena de hombres en las bóvedas de la iglesia. Tras enfrentarse por un largo tiempo los realistas tuvieron que retirarse.

## Insurgencia
Ayala se dirigió a Huichila, cerca de Tenextepango, lugar en donde se enteró de que su esposa había muerto en Cuautla tres días después del asalto perpetrado por Moreno y que su hijo había sido salvado por alguien de su confianza. Decidido a tomar venganza se trasladó a Chilapa para unirse a la insurgencia de  José María Morelos. El caudillo lo nombró coronel y le comisionó recultar más tropas. 
En el primer semestre de 1812 participó en el sitio de Cuautla bajo las órdenes de Hermenegildo Galeana, al romperse el sitio fue uno de los primeros en asistir a Chiautla de la Sal. Tras haber realizado una campaña por el valle de Cuernavaca, se detuvo por varios días en la hacienda de Temilpa, cerca de San Gabriel, debido a que se encontraba enfermo. En el mes de junio fue sorprendido Gabriel de Armijo quien comandaba ciento cincuenta lanceros de la compañía de Cuautla. A pesar de que Ayala y sus dos hijos —quienes murieron en la acción— se defendieron con un grupo de treinta insurgentes, finalmente, fue capturado. Ayala fue fusilado en la entrada de Yautepec, su cadáver y el de sus hijos fueron colgados en los árboles del camino. El 13 de mayo de 1868, San José de Mapachtlan cambió su nombre a Villa Ayala en su honor.